# Yes Man
Yes Man är en amerikansk-brittisk romantisk komedifilm från 2008, regisserad av Peyton Reed med Jim Carrey i huvudrollen. Filmen är löst baserad på boken Mannen som sade ja av Danny Wallace.

## Handling
Bankmannen Carl Allen (Carrey) är mycket deprimerad över skilsmässan från sin ex-fru och han sitter för det mesta hemma och undviker sina vänner. Han ser ner på allting och säger nej åt allt som kommer omkring honom. När han inser att hans förhållande med sina vänner har hamnat i farozonen bestämmer han sig för att gå på ett seminarium där Terrence Bundley (Stamp) uppmuntrar besökarna att säga ja till alla möjligheter som de får. Carl blir då en "Yes Man" och säger ja till exakt allting, vilket leder till upplevelser som han aldrig trodde han skulle få vara med om. När han möter Allison (Deschanel) blir de mycket betagna av varandra och börjar dejta.

## Rollista
| Jim Carrey           | – Carl Allen         |
| Zooey Deschanel      | – Allison            |
| Bradley Cooper       | – Peter              |
| John Michael Higgins | – Nick Lane          |
| Rhys Darby           | – Norman             |
| Danny Masterson      | – Rooney             |
| Terence Stamp        | – Terrence Bundley   |
| Sasha Alexander      | – Lucy Burns         |
| Molly Sims           | – Stephanie          |
| Fionnula Flanagan    | – Tillie             |
| Luis Guzmán          | – hoppare            |
| Danny Wallace        | – Conventioner       |
| Brent Briscoe        | – den hemlöse killen |

## Tagline
- One word can change everything

## Om filmen
Filmen är inspirerad av författaren Danny Wallace, som under 6 månaders tid svarade "ja" på alla frågor han fick. Jack Black var först menad som huvudrollsinnehavare[källa behövs]. Jim Carrey, som fick den slutliga huvudrollen, ingick ett avtal om att inte få någon fast lön, utan istället få en viss del av den totala inkomsten från filmen, nämligen 36,2%.  I bungyjump-scenen utför Carrey hoppet själv, och gör allt i en tagning. 
Filmen hade premiär i Sverige den 19 december 2008.